# Maximilian Oskar Bircher-Benner
Pour les articles homonymes, voir Bircher et Benner.

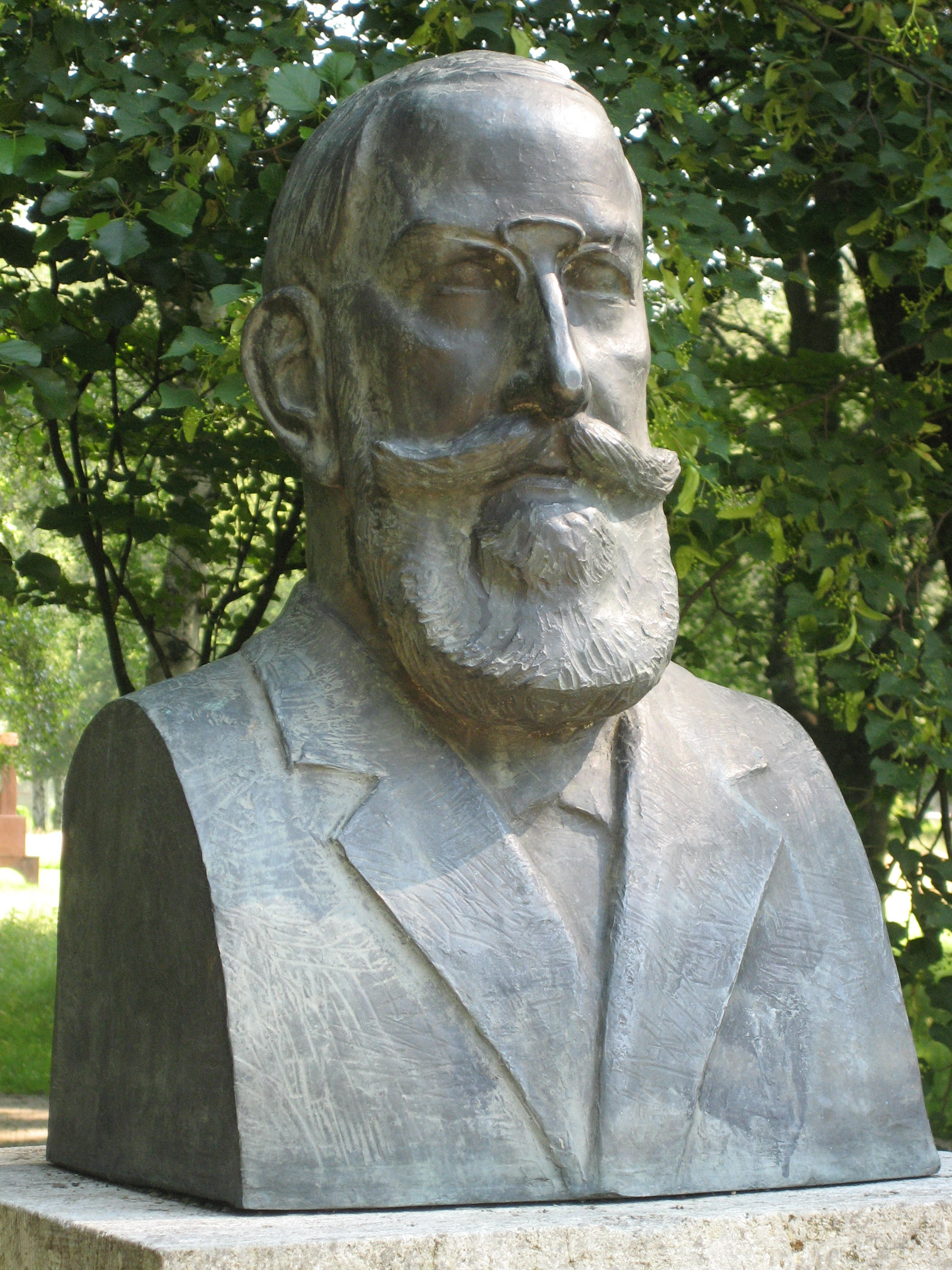
Buste de Bircher-Benner à Bad Homburg.

Maximilian Bircher-Benner, né en 1867 à Aarau et mort en 1939 à Zurich, est un médecin et un diététicien suisse.
Le birchermuesli ou muesli est de sa composition. Il fut l'initiateur d'un mouvement dit crudivorisme

## Biographie
Maximilian Oskar Bircher-Benner est né le 22 août 1867 à Aarau , en Suisse, de Heinrich Bircher et Berta Krüsi.  Il a étudié la médecine à l' Université de Zurich pour ensuite ouvrir sa propre clinique.
Durant cette période, Bircher-Benner développa un ictère (jaunisse) et prétendit s'en être remis en mangeant des pommes crues. Fort de ce constat, il expérimenta les effets des aliments crus sur la santé, et fit ainsi la promotion du muesli, un plat à base d'avoine crue, de fruits et de noix.  Bircher-Benner approfondit ultérieurement ses recherches nutritionnelles et ouvrit un sanatorium appelé « Vital Force » en 1897. Il considérait que les fruits et légumes crus avaient une meilleure valeur nutritionnelle que les aliments cuits et transformés. Et toujours selon lui, les régimes carnés possédaient eux le plus faible intérêt nutritionnel,. Il abandonna donc complètement la viande et devint végétarien. Les autres scientifiques de l'époque, médecins en premier lieu, accueillirent défavorablement cette nouvelle théorie, plus empirique que scientifique, que Bircher-Benner appelait sa « nouvelle science alimentaire ». Sa popularité acquise auprès du grand public lui permit toutefois d'instaurer sa pratique en sanatorium.
Il décèdera le 24 janvier 1939 à Zurich.

## Nutrition
Dans son sanatorium de Zurich , Bircher-Benner délivrait une alimentation équilibrée composée de légumes et de fruits crus à ses patients , régime contraire aux croyances répandues à la fin du XIXe siècle qui préconisait les protéines carnées. Sa croyance se basait sur l'intuition que les aliments crus "contenaient de l'énergie directe du soleil".  Il encourageait les personnes en bonne santé à consommer quotidiennement la moitié de leur repas en aliments crus , et les malades à consommer des aliments crus pour seuls repas.
Bircher-Benner préconisait un régime physique spartiate voire quelque peu monastique. Il incluait un coucher impératif à 21 h, des exercices physiques et un jardinage actif. Chaque repas commençait par un petit bol de muesli, élaboré par Bircher-Benner, suivi principalement de crudités et d'un dessert. La consommation d'alcool, de café, de chocolat et de tabac était interdite aux patients pendant leur traitement. Bircher-Benner recommandait également à ses patients de prendre des bains de soleil, des douches froides et un bain médicinal mis au point par le médecin américain John Harvey Kellogg.
Sa théorie de la vie reposait sur l'harmonie entre l'homme et la nature, élément clé d'un mouvement allemand de réforme du mode de vie, et la raison pour laquelle il avait baptisé sa clinique « Vital Force ».

## Critique
Bircher-Benner défendait des idées pseudo-scientifiques sur la nutrition, notamment le vitalisme. Il croyait que tout le monde, y compris les bébés, devait manger exclusivement des aliments crus.  Bircher-Benner développa l'idée que la cuisson privait les aliments de leur contenu nutritionnel et détruisait leur « substance vitale ». Il pensait que les aliments cuits laissaient des traces de décomposition dans le tube digestif, pouvant entraîner une auto-intoxication
Les travaux de Bircher-Benner ne furent reconnus par les autres scientifiques qu'avec la découverte des vitamines dans les fruits et légumes dans les années 1930.  Ses idées sur la nutrition n'étant pas corroborées par la science de son époque, il fut qualifié de charlatan par le corps médical.  Une critique universitaire contemporaine affirme que l'œuvre de Bircher-Benner contient « un mélange de demi-vérités physiologiques et de fantasmes ». La critique (Jörg Melzer notamment) conclut que le nombre de personnes capables de manger uniquement des fruits et légumes crus, comme Bircher-Benner l'encourageait, est limité, car seuls quelques humains peuvent vivre en herbivores,.  Thomas Mann, romancier célèbre, visita le sanatorium et n'hésita pas à le décrire comme une « prison sanitaire ».